# Brome (municipalité de canton)
Pour les articles homonymes, voir Brome (homonymie).
Brome est une ancienne municipalité de canton du comté de Brome, au Québec (Canada). 

## Histoire
La municipalité de canton est incorporée en 1845. Elle englobe alors le territoire du canton de Brome. Son statut change pour celui de ville de Lac-Brome lors de l'annexion de Knowlton et Foster à son territoire.

## Géographie
La municipalité du canton de Brome comprenait les villages de West Brome et Fulford, ainsi que le hameau d'Iron Hill.